# فيليبي أندرادي فيليكس
فيليبي أندرادي فيليكس (7 فبراير 1985 في البرازيل - ) هو لاعب كرة قدم برازيلي في مركز الدفاع. لعب مع غورنيك زابجه ونادي بريشيا وأوبرا أوبول.

## وصلات خارجية
- فيليبي أندرادي فيليكس على موقع قاعدة بيانات كرة القدم.إي يو (الإنجليزية)
- فيليبي أندرادي فيليكس على موقع Soccerway.com (الإنجليزية)
- فيليبي أندرادي فيليكس على موقع عالم كرة القدم.نت (الإنجليزية)